# 頭部神経痛
頭部神経痛（とうぶしんけいつう）とは、顔面の三叉神経や、頭部の後頭神経が何らかの原因で痛む症状のこと。発症の原因は厳密には解明されていない。

## 原因
医学的見地からの原因解明には至っていない。ただし、誘因として考えられる事は諸説あり、共通している事は「神経が圧迫される事」である。ひとつは首の筋肉が凝った時、血管が動脈硬化などで硬くなっていたり、交叉そのものが強かったりした時、頚椎の間にある椎間孔の老化現象で周囲にある骨によって神経が圧迫されるケースなどが挙げられている。

## 痛みと症状
三叉神経痛と共通する痛みだが、顔面や後頭部で一瞬の痛みを繰り返したり、皮膚や髪に触れた時、原因となる神経が広がっている箇所の根元を強く押さえたりすると痛みを誘発するなど、表在性の痛みが特徴である。
この痛みが表れたり、止まったりを繰り返す長さは症状によりまちまちで、一瞬の痛みの長さは長くても十数秒で一日ずっと続くことはない。1日で治まる
もあれば、月単位で続く場合もある。

## 治療

### 自分で出来る処置
一瞬電気が走るような痛みが単発的に繰り返されるような場合は、まず痛みが走る部分に触れたり、押さえたりなどして圧痛点（押さえたりすると痛みが表面化する箇所）を確認する。温かい濡れタオルなどで圧痛点を中心に全体を温めるようにする。血流を良くし、痛みが軽減される。逆に冷やしたりすると血管を収縮させるため悪化する場合がある。

### 病院での処置
ビタミンB12を静脈注射の形で投与すると、痛みが軽減される。どのような効果が表れているのかは解明されていない。抗てんかん剤の使用も効果的である一方、副作用がある。特に高年齢者への投与は障害が起こりやすい。また神経ブロック、神経と血管が交叉している部分を剥離し、血管からの圧迫をとる手術を行う方法もある。